# Duke (Maskottchen)

Duke in winkender Pose

Duke ist das offizielle Maskottchen der Programmiersprache Java. Die Figur wurde Anfang der 1990er Jahre während der Entwicklung von Java bei Sun Microsystems geschaffen und diente ursprünglich als „Software-Agent“, der Aufgaben für den Benutzer ausführt. Seit der Übernahme von Sun Microsystems wird Duke von Oracle weitergeführt.

## Entstehung und Design
Duke wurde 1992 von Joe Palrang entworfen, einem Grafikdesigner des ursprünglichen Java-Entwicklungsteams, der später an Animationsfilmen wie Shrek, Over the Hedge und Flushed Away mitarbeitete. Die erste Anwendung von Duke erfolgte im Rahmen des „Green Project“ von Sun Microsystems, insbesondere als animierter Gastgeber der Benutzeroberfläche des Prototyps Star7, einer interaktiven Fernbedienung mit Touchscreen.
Ursprünglich trug Duke den Arbeitstitel „Fang“, (auf deutsch Fangzahn) da sein Aussehen an einen Zahn erinnert, was auch heute noch gelegentlich für Verwirrung sorgt. Der Name „Duke“ wurde schließlich von Sun Microsystems’ PR-Abteilung gewählt.
Duke ist als springende, turnende Cartoon-Figur gestaltet, die mit ihrer abstrakten, tropfenförmigen Gestalt, weißem Körper, schwarzem Rand und roter Nase einen hohen Wiedererkennungswert besitzt. Die Figur wurde als Symbol eines benutzerfreundlichen, interaktiven Software-Agenten konzipiert, der neue Wege der Interaktion jenseits klassischer Bedienelemente wie Maus oder Menüs repräsentiert. Auffällig ist, dass Duke keine Augen oder Mund besitzt, was zu zahlreichen kreativen Interpretationen in der Community geführt hat.

## Rolle und Entwicklung als Maskottchen
Mit der offiziellen Einführung von Java und dem Kaffeetassen-Logo wurde Duke zum Maskottchen der Java-Technologie. Die Figur wurde schnell von der Entwicklergemeinschaft angenommen und trat in zahlreichen Darstellungen, Comics und Merchandise-Artikeln auf. 1996 erschien beispielsweise der Comic The Amazing Adventures of Duke („Die erstaunlichen Abenteuer von Duke“), in dem Duke als the Net’s Smoothest Code Man auftrat.
Im Jahr 2006 wurden die grafischen Spezifikationen von Duke unter einer BSD-Lizenz als Open Source veröffentlicht, zeitgleich mit der Öffnung von Teilen der Java-Plattform. Dies ermöglichte es erstmals, dass Entwickler und Designer weltweit eigene Varianten und Anwendungen von Duke gestalten konnten. Die Verwaltung und Weiterentwicklung der Maskottchen-Grafiken erfolgt heute im Rahmen des „Project Duke“ im OpenJDK-Umfeld, das ausdrücklich dazu einlädt, eigene Varianten zu gestalten.
Duke war über viele Jahre ein zentrales Symbol auf Entwicklerkonferenzen wie der JavaOne und später Oracle Code One, wo auch lebensgroße Maskottchenfiguren auftraten. Im Lauf der Zeit entstanden zahlreiche Versionen und „Persönlichkeiten“ von Duke, etwa der „Future Tech Duke“ mit Jetpack und Flügeln oder der „Cloud Surfer Duke“. Trotz abnehmender Promotion in den letzten Jahren ist Duke ein ikonisches Symbol der Java-Community geblieben.